# 贝拉维斯塔 (奇里基省)
贝拉维斯塔是巴拿马奇里基省托莱区的一个城市。 该市面积为38平方（15平方英里），2010年时人口为683，故其人口密度为18名居民每平方（47名居民每平方英里）。贝拉维斯塔设立于1997年3月7日，2000年时该市人口为677人。